# Miodokwiat krzyżowy
Miodokwiat krzyżowy (Herminium monorchis (L.) R. Br.) – gatunek rośliny wieloletniej należący do rodziny storczykowatych (Orchidaceae). Jedyny przedstawiciel rodzaju Herminium w Europie. Występuje w Eurazji od Hiszpanii po Japonię, z wyjątkiem dalekiej północy i obszaru śródziemnomorskiego. W wielu krajach europejskich wymiera, zginął już w Czechach i Finlandii. Jedno z jego najbogatszych stanowisk w Europie Środkowej znajduje się w Parku Narodowym Mała Fatra na Słowacji, podawany jest również ze Słowackiego Raju.
W Polsce ze znanych w sumie 18 stanowisk zachował się jedynie w dolinie Rospudy (stanowisko odkryte w 1987 r. liczy około 500-700 osobników).

## Morfologia

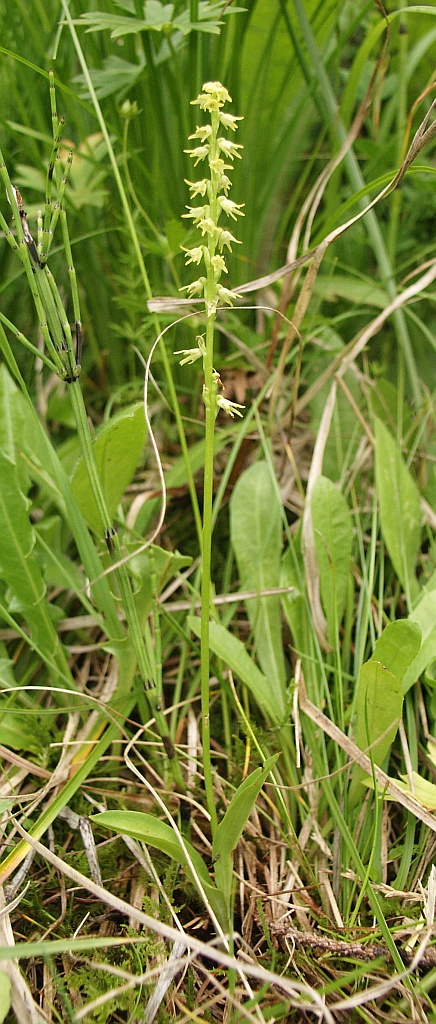
Pokrój

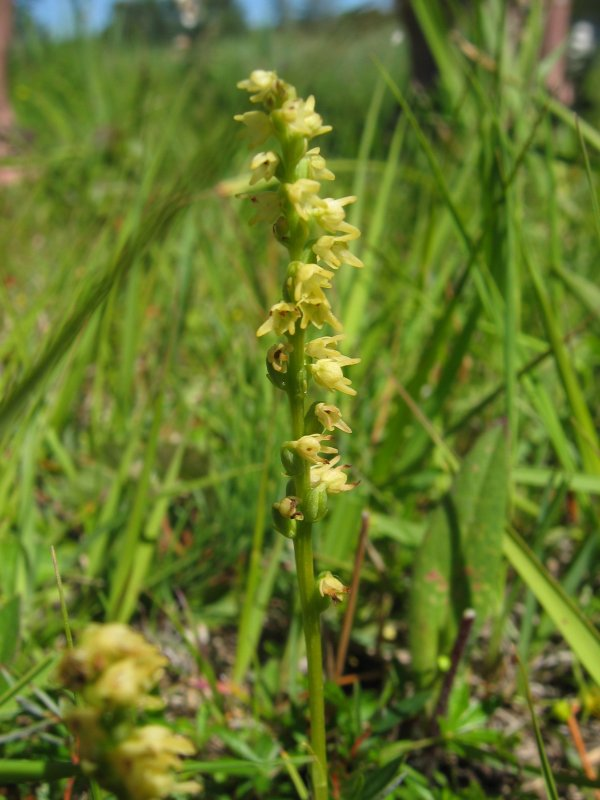
Kwiatostan

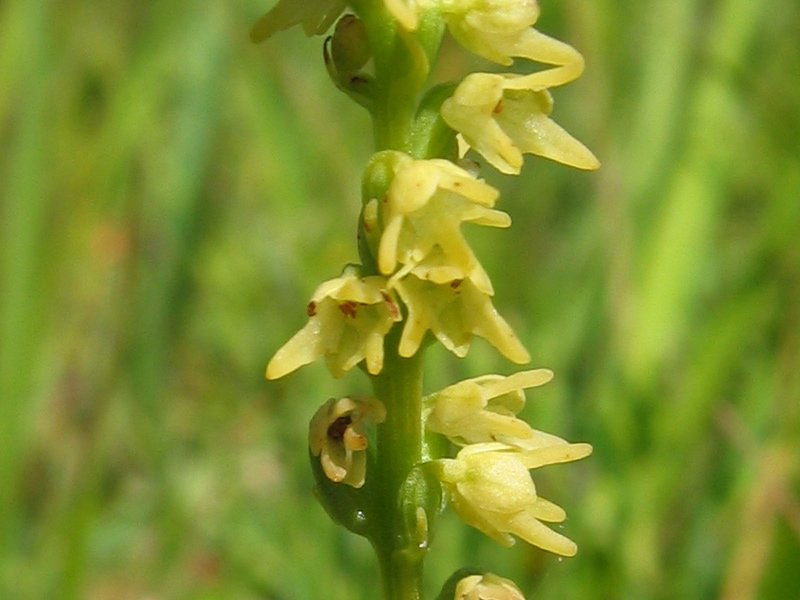
Kwiaty

PokrójTworzyć może zarówno pędy delikatne o wysokości 8 cm, jak i sięgające 45 cm wysokości, mocne. Rosną w skupieniach po 2-8 osobników.
ŁodygaProsta, wzniesiona, naga. Zielona, czasem żółto nabiegła.
Część podziemnaBulwa pojedyncza do 1 cm średnicy, okrągła. Nad nią wyrastają z pędu długie, podziemne rozłogi wytwarzające nowe rośliny.
LiścieWyrastają u nasady pędu, zwykle 2, rzadko więcej (do 4). Równowąskolancetowate do jajowatych, całobrzegie, tępe lub ostre. Pod kwiatostanem 1-2 małe liście przysadkowe.
KwiatyKwiaty zebrane na szczycie łodygi w pojedynczy, wielokwiatowy kłos o długości 3-10 cm. Kwiaty grzbieciste, o kolorze żółtozielonym. Przysadka do 5 mm długości, skręcona, żółtawa i w górnej części zgięta w dół, tak że kwiaty są zwieszone. Warżka ma 2-3,5 mm długości i jest wyraźnie 3-zębna. Ostroga jest ledwo widoczna (tylko 0,5 mm długości). Górny i boczne płatki mają ok. 2,5 mm długości. Prętosłup osiąga 1 mm długości.
OwocBeczułkowata torebka o długości 1 cm z bardzo drobnymi nasionami. Do ich kiełkowania niezbędna jest obecność w glebie określonego gatunku grzyba, z którym nasiona tworzą symbiozę.

## Biologia i ekologia
W swym zasięgu występuje zarówno na ciepłolubnych murawach, jak i wilgotnych łąkach oraz niskoturzycowych młakach. Geofit ryzomowy.
Kwiaty produkują nektar, gromadzony w płytkiej ostrodze i emitują silny zapach miodu, anyżu lub piżma. Zapylane są przez drobne gatunki błonkoskrzydłych Hymenoptera i muchówek Diptera, kwitną od maja do lipca.

## Zagrożenia i ochrona
Roślina objęta w Polsce ścisłą ochroną gatunkową. Wymaga ustalenia strefy ochrony obejmującej całe torfowisko, na którym występuje.
Kategorie zagrożenia:
- Kategoria zagrożenia w Polsce według Czerwonej listy roślin i grzybów Polski (2006)[6]: E (wymierający); 2016: CR (krytycznie zagrożony)[7].
- Kategoria zagrożenia w Polsce według Polskiej Czerwonej Księgi Roślin[8]: CR (krytycznie zagrożony).

Gatunek wymieniany w czerwonych księgach roślin wszystkich krajów ościennych. Wymiera z powodu odwadniania torfowisk i intensyfikacji gospodarki rolnej. Dla ochrony jedynego stanowiska w Polsce planowano utworzenie rezerwatu. Rezerwat nie został jednak utworzony, zaś samo stanowisko zostało zagrożone, w związku z realizacją obwodnicy Augustowa.